# Seunabok Jaya
Seunabok Jaya is een bestuurslaag in het regentschap Aceh Selatan van de provincie Atjeh, Indonesië. Seunabok Jaya telt 163 inwoners (volkstelling 2010).